# بوريس ألترمان
بوريس ألترمان Boris Alterman لاعب شطرنج إسرائيلي يحمل لقب أستاذ كبير.
- ولد في 4 مايو 1970.
- بدأ لعب الشطرنج في سن السابعة.
- حصل على لقب أستاذ دولي عام 1991.
- حصل على لقب أستاذ كبير عام 1992.
- فاز ببطولة حيفا عام 1993، وببطولة باد هومبورج عام 1996، وبطولة ريشون لي زيون عام 1996، وبطولة بيكين عام 1995 و1997، وبطولة ميونخ عتم 1992.
- يلعب لنادي شطرنج ريشون لي زيون.
- يسجل محاضرات في مقاطع فيديو على موقع نادي الشطرنج.
- بلغ تصنيف إيلو 2572 نقطة.

## وصلات خارجية
- بوريس ألترمان على موقع الاتحاد الدولي للشطرنج (الإنجليزية)
- بوريس ألترمان على موقع مباريات الشطرنج (الإنجليزية)
- بوريس ألترمان على موقع 365Chess.com (الإنجليزية)
- بوريس ألترمان على موقع Chesstempo.com (الإنجليزية)
- بوريس ألترمان سجل أولمبياد الشطرنج على موقع OlimpBase.org (الإنجليزية)